# Winter’s Tale
 Winter’s Tale ist ein US-amerikanischer emblematischer Fantasyfilm im Stil des Magischen Realismus aus dem Jahr 2014. Die Verfilmung des gleichnamigen Fantasy-Bestsellers von Mark Helprin ist das Regiedebüt des Drehbuchautors Akiva Goldsman. Der deutsche Kinostart war am 13. Februar 2014.

## Handlung
Im Jahr 1895 wird einem jungen Einwandererpaar auf Ellis Island die Einreise in die USA verweigert, weil beide an der Tuberkulose erkrankt sind. Als ihrem kleinen Sohn auch ohne sie die Einreise verweigert wird, beschließen sie, ihn in ein Modellsegelboot mit dem Namen Stadt der Gerechtigkeit zu setzen, in der Hoffnung, das Kind werde gefunden.
1916 ist das Kind zu einem Mann herangewachsen. Er nennt sich Peter Lake. Peter wurde von dem Gangsterboss Pearly Soames aufgezogen und verdient sich seinen Lebensunterhalt nun als Einbrecher und Dieb. Als Peter beschließt, Pearlys Bande und sein altes Leben zu verlassen, macht er sich seinen Ziehvater zum wütenden Gegner und wird von dessen Bande gejagt. Im letzten Moment begegnet Peter seinem Schutzengel – einem geheimnisvollen weißen Pferd, das ihn rettet, indem es mit ihm davonfliegt.
Obwohl Peter hofft, nach Florida zu ziehen und erst wieder im Sommer zurückzukehren, ermutigt ihn das Pferd zu einem letzten Einbruch in ein nobles Stadthaus. Das Haus ist die Heimat von Beverly Penn, einer jungen Frau im fortgeschrittenen Krankheitsstadium der Tuberkulose. Während ihr Vater Isaac Penn, ein reicher Zeitungsverleger, und ihre kleine Schwester Willa außer Haus sind, nimmt die vom Fieber erhitzte Beverly ein kaltes Bad, um sich abzukühlen. Danach setzt sie sich ans Klavier, während Peter gleichzeitig im Hause versucht, den Safe zu öffnen. Dabei entdeckt er sie. Die beiden sind sich augenblicklich sympathisch und verlieben sich ineinander. Peter verabschiedet sich von Beverly, um vor Pearly zu fliehen.
Pearly entdeckt Peters Flucht aus seinem Machtbereich und befiehlt seine Männer zu Beverlys Haus. Sie, die Vertreter des Bösen, glauben, Beverly sei Peters Wunder, das für Peter das Gleichgewicht zwischen Gut und Böse zum Guten hin kippen wird, so dass er Pearlys Zugriff für alle Zeit entzogen sein wird. Peter bereitet sich darauf vor, mit seinem geheimnisvollen weißen Pferd die Stadt zu verlassen. Vorher geht er noch einmal zu Beverly zurück, um sie ein letztes Mal zu sehen. Als Pearly versucht Beverly zu töten, wird sie von Peter gerettet. Sie entkommen auf dem weißen Pferd fliegend an den Coheerie-See, wohin Pearly, der laut Vertrag mit dem Teufel an die fünf Bezirke von New York gebunden ist, ihnen nicht folgen kann.
Auf einem Spaziergang erklärt Beverly Peter, dass jeder Mensch mit einem ihm „innewohnenden Wunder“ geboren wird. Wenn er stirbt, wird er zu einem Stern. Sie, Beverly, werde im Tode zu einem Stern werden, Peters inwärtiges Wunder werde jedoch noch in ihm sein, solange er am Leben ist.
Pearly sucht einen dunklen Abwasserkanal auf. Dort trifft er auf seinen Boss Luzifer, den Richter. Pearly ersucht Luzifer um die Genehmigung, ausnahmsweise Zugang zu einer Adresse außerhalb der Stadt zu bekommen: zu Beverlys Haus am See; der hohe Richter Luzifer lehnt Pearlys Antrag ab. Also beauftragt dieser den gefallenen Engel Gabriel, der zum Menschen wurde, Beverly zu vergiften. Auf einem Ball, den Peter und Beverly besuchen, führt Gabriel den Auftrag aus.
Spätabends nach dem Ball schleicht Peter sich in das Freiluftzelt, in dem Beverly der Kühle wegen zu schlafen pflegt, und die beiden lieben sich. Doch dann, gerade als Beverly etwas sagen will, tut das Gift seine Wirkung und sie stirbt. Peter trägt sie in das Gewächshaus, in dem Beverlys kleine rothaarige Schwester Willa in ihrer kindlichen Hoffnung, ihre todkranke Schwester zu retten, ein verzaubertes Bett bereitet hatte. Willa glaubt, es könne vom Tode erretten, legt man eine Kranke noch vor ihrem letzten Atemzug darauf. Mit einem Kuss versucht Peter, Beverly wiederzubeleben, aber es ist bereits zu spät.
Pearly und seine Männer stellen Peter und das weiße Pferd auf der Brooklyn Bridge. Peter befiehlt dem Pferd, sich in Sicherheit zu bringen, er selbst kann nicht entkommen. Pearly packt Peter, stößt ihn vor den Kopf und wirft ihn von der Brooklyn Bridge. Peter überlebt wundersam, wandert ohne Gedächtnis und Erinnerung für ein ganzes Jahrhundert durch die Stadt New York. Seinen Lebensunterhalt verdient er als Pflastermaler. Ohne zu wissen, wer die Person ist, die er malt, fertigt er auf dem Bürgersteig eine große Kreidezeichnung eines rothaarigen Mädchens. 2014 trifft Peter beim Malen zufällig ein kleines rothaariges Mädchen namens Abby und schließt sich bald an sie und ihre Mutter, die Journalistin Virginia Gamely, an. Er entdeckt die Stadt-der-Gerechtigkeit-Plakette vom Modell-Segelschiff, in das seine Eltern ihn als Baby gelegt hatten, um seine Einwanderung zu erzwingen.
Pearly erfährt, dass Peter nach dem Sturz von der Brooklyn-Brücke immer noch am Leben ist. Peter sucht nach Zusammenhängen und findet das Theater der Coheeries, das Beverlys Vater gegründet und ihr gewidmet hatte. Er geht in eine Bibliothek, Virginia hilft ihm bei der Recherche nach Fakten, die helfen könnten, sein Gedächtnis wiederzubekommen. Dort trifft er nun auch Willa, jetzt schon eine alte Lady, sie hatte das Erbe ihres Vaters angetreten und ist noch immer Chefin der lokalen Zeitung und somit Virginias Boss.
Als Peter bei Virginia zum Abendessen ist, erfährt er, dass Abby Krebs hat. Er erkennt: Das Kind Abby ist sein ganz persönliches Wunder. Peter überzeugt Virginia davon, dass er einen Weg kennt, Abby zu retten. Als Pearly und seine Männer ankommen, fliehen Peter und Virginia mit Abby auf das Dach des Hauses, wo das weiße Pferd auf sie wartet, um sie zu retten. Das Pferd fliegt sie zum Coheerie-See.
Pearly hat mit Luzifer einen Deal ausgehandelt: Wenn er bereit sei, sich sterblich zu machen, dürfe er Peter auch außerhalb der Stadt verfolgen. Gerade als Peter, Virginia und Abby in Sichtweite des Landhauses sind, fahren Pearly und seine Männer in schwarzen Limousinen auf dem zugefrorenen Eis des Sees vor.
Das weiße Pferd fliegt und landet hart auf dem Eis, das bricht – Pearlys Männer versinken mitsamt ihren pechschwarzen Limousinen auf dem Grund des Sees. Peter und Pearly kämpfen miteinander, dabei stirbt Pearly und wird zur Eissäule.
Peter und Virginia nehmen Abby und legen das todkranke Kind sanft auf das Wunder-Bett im Gewächshaus des Landsitzes. Abby kehrt tatsächlich ins Leben zurück und Peter bringt sowohl Virginia als auch Abby nach Hause – eine hellere Zukunft erwartet die drei.
Die Schlusseinstellung zeigt Peter und das Pferd, es galoppiert durch die Straßen von Manhattan, plötzlich springt es in den Himmel und die zwei fliegen in den Nachthimmel, um dort zu Sternen zu werden und sich mit Beverly wieder zu vereinen – Virginia, Abby und Willa blicken ihnen nach.

## Hintergrund
Seit 1983 der Fantasy-Roman Winter’s Tale von Mark Helprin erschien, scharte sich eine große Fangemeinde um ihn. Hierzu gehört Akiva Goldsman, der in seiner Karriere als Drehbuchautor und Produzent bei dieser Verfilmung auch zum ersten Mal für die Regie verantwortlich war.

## Kritik
Die Kritiken zum Film fielen überwiegend negativ aus. So weist Metacritic einen Metascore von 31 % basierend auf 34 Kritiken aus. Bei Rotten Tomatoes liegt die Durchschnittswertung sogar nur bei 13 %, basierend auf 124 Kritiken.
Filmstarts vergab 2,5 von 5 Sternen und nannte Winter’s Tale einen „Film für hemmungslose Romantiker“, der aber „mehr von den Schauwerten als von den Emotionen“ lebe. Die Leistungen der Darsteller seien nur zum Teil überzeugend.
Birgit Roschy von epd Film vergab lediglich 1 von 5 Sternen und kritisierte, dass es dem Film kaum gelinge, seinen „atmosphärischen Sog zu kreieren, ohne den die übersinnliche Matrix wie Schmierentheater“ wirke. Die „Eis- und Schneelandschaften und glitzernde Großstadtkulissen haben den Appeal von Fototapeten“, zudem seien „die Kamerafahrten (…) so uninspiriert und abgehackt wie die Verknüpfung von Episoden und Figuren.“
Der FAZ-Rezensent schrieb u. a.: „Reife Kunst ist ,Winter’s Tale‘ natürlich in keiner Hinsicht […] Aber um irgendetwas Seriöses geht es hier ohnehin nicht – ,Winter’s Tale‘ ist buchstäblich reiner Kitsch, und eben diese Reinheit […] verdient mindestens einen Konfettiregen. Adorno […] hätte einen schönen Namen für all das gehabt: holder Schwachsinn.“